# Batang (affluent du Yangzi)
Pour les articles homonymes, voir Batang.
La Batang (caractères chinois :  巴塘河) ou Bachu (caractères chinois :  巴曲)   est une rivière qui coule dans la province chinoise du  Sichuan. C'est un affluent  du Yangzi Jiang. Elle se jette dans ce fleuve au niveau de la ville de Xiaqiong (Batang). La rivière est longue de 140 kilomètres et son bassin versant a une superficie de 3 100 km². Le débit de la rivière est de 54 m3/s. 